# 盛本真理子
盛本 真理子（もりもと まりこ、1971年9月8日 - ）は、日本の元女優。神奈川県横須賀市出身。身長156cm。スリーサイズは、B84/W58/H85（1987年12月）。B87/W58/H87。

## 人物・来歴
高校二年のとき、家族で熊本県に引っ越し、夏休みに東京に遊びに行ったとき、原宿でスカウトされる。熊本は好きになれず、すぐに承諾した。1987年に一つ上の姉が「ミス熊本」に選ばれている。1987年、東映映画『本場ぢょしこうマニュアル 初恋微熱篇』でデビュー。その後、フジテレビのテレビドラマ『ザ・スクールコップ』などに出演した。
1988年、8月8日にコマーシャル(CM)撮影のためにホテルに滞在中、CMディレクターから強姦未遂にあったとして、10月17日に裁判を起こす。
このことが新聞や女性週刊誌などに掲載されると、ファンなどから激励が来た反面、「売名行為」ではないかとの憶測などもあったため、芸能界からの引退を決意。
その記念として、また記録として、1989年1月から3月にかけてバンコクとプーケットでヌード写真集を、その後に山梨県と長野県でイメージビデオを作成。5月に英知出版から発売された。
しかしこの写真集がきっかけで、1年後の1990年に再びヌード写真集を発表。その後、2000年まで写真集を中心に活動した。大きめの乳輪が目立たない美巨乳が特徴。
趣味はマリンスポーツと乗馬。算盤を得意とする。

## 活動歴

### 写真集
- Loving Forever（1989年5月、英知出版、撮影：大川定男）
- MARIKO mandala（1990年6月、集英社、撮影：立木義浩）ISBN 978-4081020041
- White Woman（1993年11月、ワニブックス、撮影：野村誠一）ISBN 4847023471
- PERFUME（1994年7月、コンパス、撮影：山岸伸）ISBN 4906407218
- DESIRE（1995年3月、リイド社、撮影：山岸伸）ISBN 4845810883
- 25Birthday（1995年11月、コンパス、撮影：山岸伸）ISBN 4906407528
- 終章（1997年10月、コンパス、撮影：山岸伸）ISBN 490640796X
- パンドラ（1998年10月、コンパス、撮影：山岸伸）ISBN 4877630171
- Last Album（1999年9月、コンパス、撮影：山岸伸）ISBN 4877630392
- Janus（1999年12月、コンパス、撮影：山岸伸）
- 女神（2000年6月、テイアイエス、撮影：山岸伸）ISBN 4886182372
- あれ以前 それ以前 (1991年5月、小学館激写文庫、撮影：篠山紀信) 。文庫判、「GORO」で掲載、全体の約半分のみ

### イメージビデオ
- 美少女Hi-Fi写真館(5) エンドレスドリーム（英知出版　1989年）
- Loving Forever（宇宙企画　1989年）、写真集との合同出版
- 秋色のメロディー (サザンクロス　1989年)
- TO LOVE SOMEBODY（サザンクロス　1990年）
- 立木義浩の世界 IMAGINATION（サザンクロス　1990年）、写真集との合同出版
- SLENDER VENUS～マリコ・スペシャル (オリーブ　1990年)、復刻版DVD、アストロシステムジャパン 2008年
- Legend Gold～マリコ・スペシャル2 (オリーブ　1990年)、復刻版DVD、アストロシステムジャパン 2008年
- ザ・ハイレグクラブ’92（ポニーキャニオン　1992年）。水着のみ、オムニバスで登場。
- 盛本真理子　山岸伸の世界（明文社、1995年）、主に撮影シーンを収録

### 出演作
- 本場ぢょしこうマニュアル 初恋微熱篇（1987年）（東映）
- 桃色学園都市宣言（火曜日・合羽坂学園、1987年10月 - 1988年3月）（フジテレビ）
- ザ・スクールコップ（フジテレビ）
- 弁護士・今田一平（朝日放送）
- 白い巨塔（テレビ朝日、1990年4月）、ホステス役ベッドシーンあり
- うたう!大龍宮城（フジテレビ）第32話
- テクニカル・ヴァージン（にっかつ、1990年）武田久美子らと共演、DVD再版、2002年
- 殺しの遊び～トワイライト・ミステリー（タキ・コーポレーション、1991年）
- スキャンドール（日本ビデオ映画、1992年、長石多可男監督）秋乃桜子らと共演、DVD再版、2006年・2008年